# Egyptisch Seniors Open
Het Egyptisch Seniors Open was in 2008 een eenmalig toernooi van de Europese Senior Tour en droeg officieel de naam Jolie Ville Sharm El Shiekh Seniors Open.

## Edities
Er werd gespeeld in Sharm-el-Sheikh, in de buurt van de Rode Zee en het Sinaïgebergte. De Amerikaanse speler Bob Ledzion eindigde met een ronde van 66 en had een totaal van -18 over 54 holes. John Mashego uit Zuid-Afrika en David J Russell uit Engeland hadden een slag meer nodig en deelden de tweede plaats. Als gevolg van zijn overwinning mocht Ledzion twee jaar op de Senior Tour spelen.
| Jaar | Winnaar     | Score | Score |
| ---- | ----------- | ----- | ----- |
| 2008 | Bob Ledzion | 198   | −18   |